# Siège du château de Toishi
Le siège du château de Toishi prit place au cours de la campagne de Takeda Shingen pour s'emparer de la province de Shinano. Son armée, menée par Sanada Yukitaka, commença le siège du château en 1550. Murakami Yoshikiyo, seigneur de la forteresse, résiste un an avant de se rendre après avoir perdu un millier d'hommes.

## Source de la traduction
- (en) Cet article est partiellement ou en totalité issu de l’article de Wikipédia en anglais intitulé « Siege of Toichi » (voir la liste des auteurs).